# Wasilij Gorodcow
Wasilij Gorodcow (ros. Городцов Василий Алексеевич – trb. Gorodcow Wasilij Aleksiejewicz; ur. 11 marca 1860 w wiosce Dubrowiczi koło Riazania, zm. 3 lutego 1945 w Moskwie) – rosyjski i radziecki archeolog, twórca klasyfikacji wschodnioeuropejskich kultur archeologicznych z epoki brązu.

## Kariera naukowa
Swoją karierę archeologiczną rozpoczął w końcu lat osiemdziesiątych XIX wieku wykopaliskami nad rzeką Oką. W kręgu jego zainteresowań znajdowały się sprawy związane nie tylko z archeologią, ale także etnografią i geografią historyczną. Po rewolucji październikowej był członkiem wielu instytucji zajmujących się organizacją i nadzorem nad służbami archeologicznymi i muzealnictwem, m.in. w latach 1918–26 kierował pododdziałem archeologicznym oddziału muzealnego Ludowego Komisariatu Oświaty. Był członkiem ponad 20 towarzystw naukowych związanych z archeologią, historią naturalną i krajoznawstwem. W latach 1903–29 pracował w Rosyjskim Muzeum Historycznym w Moskwie, w latach 1918–44 był profesorem Uniwersytetu Moskiewskiego. Do końca lat trzydziestych XX wieku prowadził wykopaliska archeologiczne w różnych częściach Związku Radzieckiego, na podstawie których wydał prawie 200 prac naukowych.

## Klasyfikacja kultur epoki brązu
Na początku XX wieku ukazały się dwie prace Gorodcowa: Riezultaty archieologiczeskich issledowanij w Iziumskom ujezdie Charkowskoj gubiernii w 1901 g. i Riezultaty archieołogiczeskich issledowanij w Bachmutskom ujezdie Jekatierinosławskoj gubiernii w 1903 g. Prace te wraz z wydaną nieco później rozprawą Kultury bronzowoj epochi w Sriedniej Rossii należą do klasycznych dzieł archeologii. Gorodcow, prowadzący badania wykopaliskowe pochówków z epoki brązu, po przeanalizowaniu całego materiału podzielił go na trzy grupy odpowiadające trzem wyodrębnionym przez niego kulturom archeologicznym: grobów jamowych, katakumbowych i zrębowych. Dotychczas poznane kultury archeologiczne otrzymywały zazwyczaj swoje nazwy od znaleziska, w którym kultura ta została po raz pierwszy rozpoznana, w tym wypadku Gorodcow odstąpił jednak od tego zwyczaju. Nazwy kultur ustalono w zależności od rodzaju konstrukcji grobów, chociaż kształt grobów nie był jedyną cechą różniącą te kultury, różniły się one bowiem formą i ornamentacją ceramiki, zestawem ozdób i rodzajem broni. Oprócz tego, badając przypadki zniszczenia pochówków jednego typu przez inne, Gorodcow ustalił następstwo w czasie wyodrębnionych przez siebie kultur, określił ich względną chronologię.